# Jean-Claude Sikorav

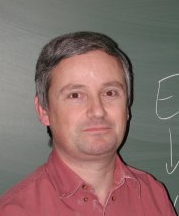
Jean-Claude Sikorav

Jean-Claude Sikorav (* 21. Juni 1957 in Paris) ist ein französischer Mathematiker, der sich mit symplektischer Geometrie, komplexer Geometrie und Geometrie von Gruppen beschäftigt.

## Laufbahn
Sikorav besuchte das Lycée Louis-le-Grand. Er gewann als Schüler 1975 die Goldmedaille (mit perfekter Punktzahl) der Mathematikolympiade in Bulgarien, nachdem er schon ein Jahr zuvor in Erfurt die Bronzemedaille erhielt. Sikorav besuchte ab 1976 die École normale supérieure in Paris und wurde 1982 bei François Laudenbach an der Universität Paris-Süd in Orsay promoviert. Er ist Professor an der École normale supérieure de Lyon, wo er lange Zeit die mathematische Fakultät leitete.
In der Symplektischen Geometrie ist er unter anderem für den Beweis eines Spezialfalls einer Vermutung von Wladimir Arnold bekannt (Satz von Laudenbach und Sikorav). Laudenbach und Sikorav behandeln auch die Existenz (Sikorav) erzeugender Funktionen mit bestimmten asymptotischen Eigenschaften in den Lagrangeschen Untermannigfaltigkeiten, die der Satz beschreibt, was von  Claude Viterbo ausgebaut wurde (er bewies die Eindeutigkeit) und sich für die Entwicklung der symplektischen Geometrie als wichtig erwies.
Er ist seit 2011 Ritter des Ordens Ordre des Palmes Académiques. 1988 hielt er am Collège de France  den Cours Peccot.

## Schriften
- Systemes Hamiltoniens et Topologie Symplectique, Universität Pisa 1990
- mit Laudenbach Persistance d´intersection avec la section nulle au cours d´une isotopie hamiltonienne dans une fibré cotangent, Inventiones Mathematicae, Band 82, 1985, S. 349–357
- Some properties of holomorphic curves in almost complex manifolds, in Holomomrphic curves in symplectic geometry, Birkhäuser, Progress in Mathematics, Band 117, 1994, S. 165–189
- Henri Paul de Saint-Gervais (Pseudonym von fünfzehn Mathematikern, darunter Sikorav, Étienne Ghys): Uniformisation des surfaces de Riemann: retour sur une théorème centenaire, Lyon, ENS Éditions 2010